# Tilia orbicularis
Espèce
Classification phylogénétique
Tilia ×orbicularis est une espèce de Tilleul, hybride entre Tilia ×euchlora et Tilia petiolaris, appartenant à la famille des Tiliaceae.

## Description
Cet hybride produit de grands arbres pouvant atteindre 25–30 m de haut ayant souvent une couronne conique dont les branches sont parfois retombantes.
Ses feuilles aux nervures marquées sont caduques, simples, cordiformes et dentées. Elles sont de couleur verte et ont un revers tomenteux dont la couleur varie du gris au blanc argenté en été. Elles prennent une belle coloration jaune en automne.

## Culture
Il aime tous les sols profonds, bien drainés et frais.
Il a été cultivé vers 1870 dans les pépinières Simon Louis à Metz.
C'est un arbre à croissance rapide sous climat tempéré.

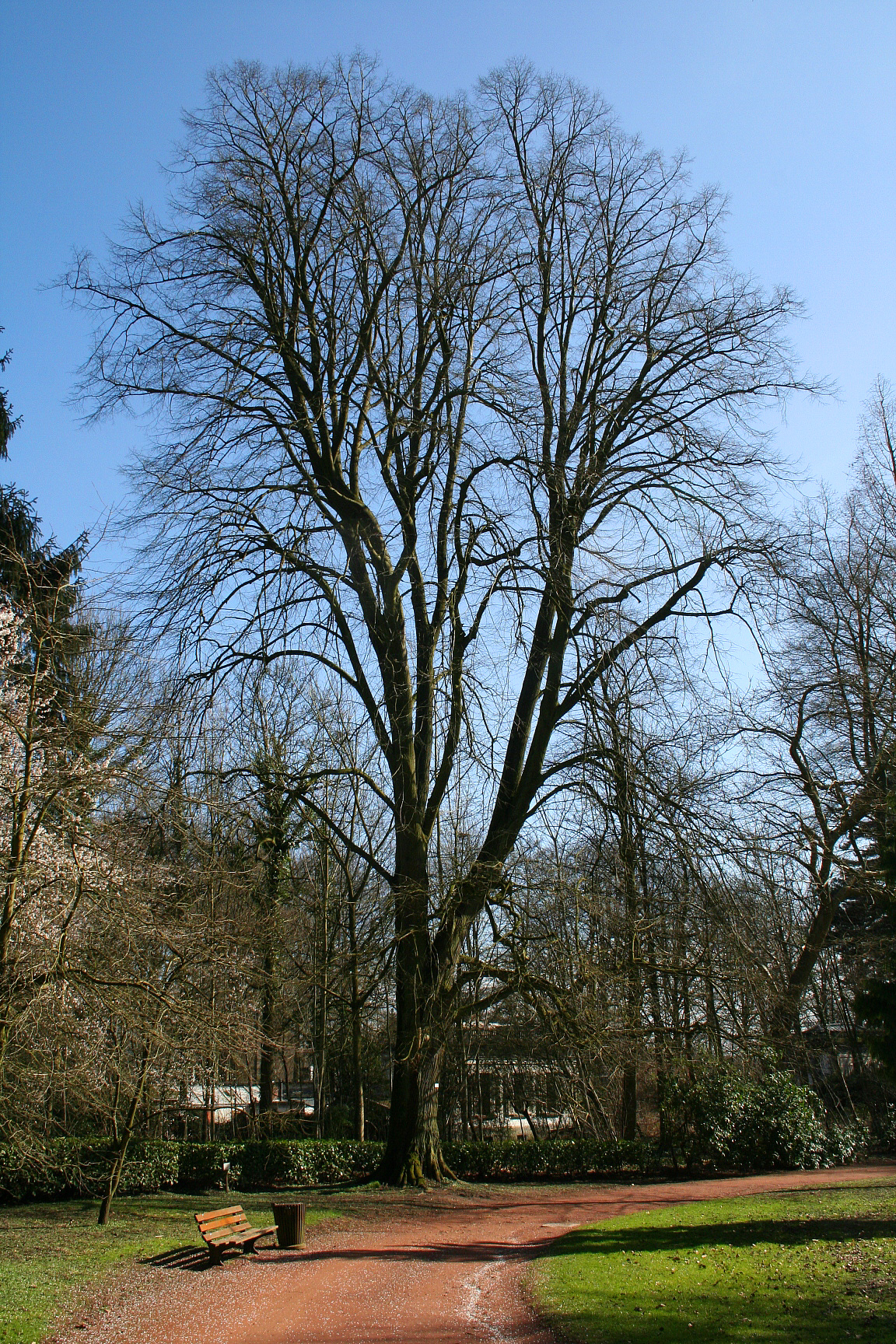
Tilia ×orbicularis en hiver.

## Utilisation
Sa floraison abondante en fait une plante mellifère remarquable et son feuillage un arbre d’ornementation apprécié dans les parcs.
Les propriétés médicinales de ses fleurs sont reconnues en phytothérapie. Son bois léger, quant à lui, est apprécié des sculpteurs.